# 狭唇卷瓣兰
狭唇卷瓣兰（学名：Bulbophyllum fordii）为兰科石豆兰属下的一个种。

## 扩展阅读
- 維基物種上的相關：狭唇卷瓣兰